# زویستوویتسه
زویستوویتسه (به لاتین: Zvěstovice) یک منطقهٔ مسکونی در جمهوری چک است که در ناحیه هاولیتشکوف برود واقع شده‌است. زویستوویتسه ۳ کیلومتر مربع مساحت و ۶۹ نفر جمعیت دارد و ۲۸۸ متر بالاتر از سطح دریا واقع شده‌است.